# Boks na Letnich Igrzyskach Olimpijskich 2020

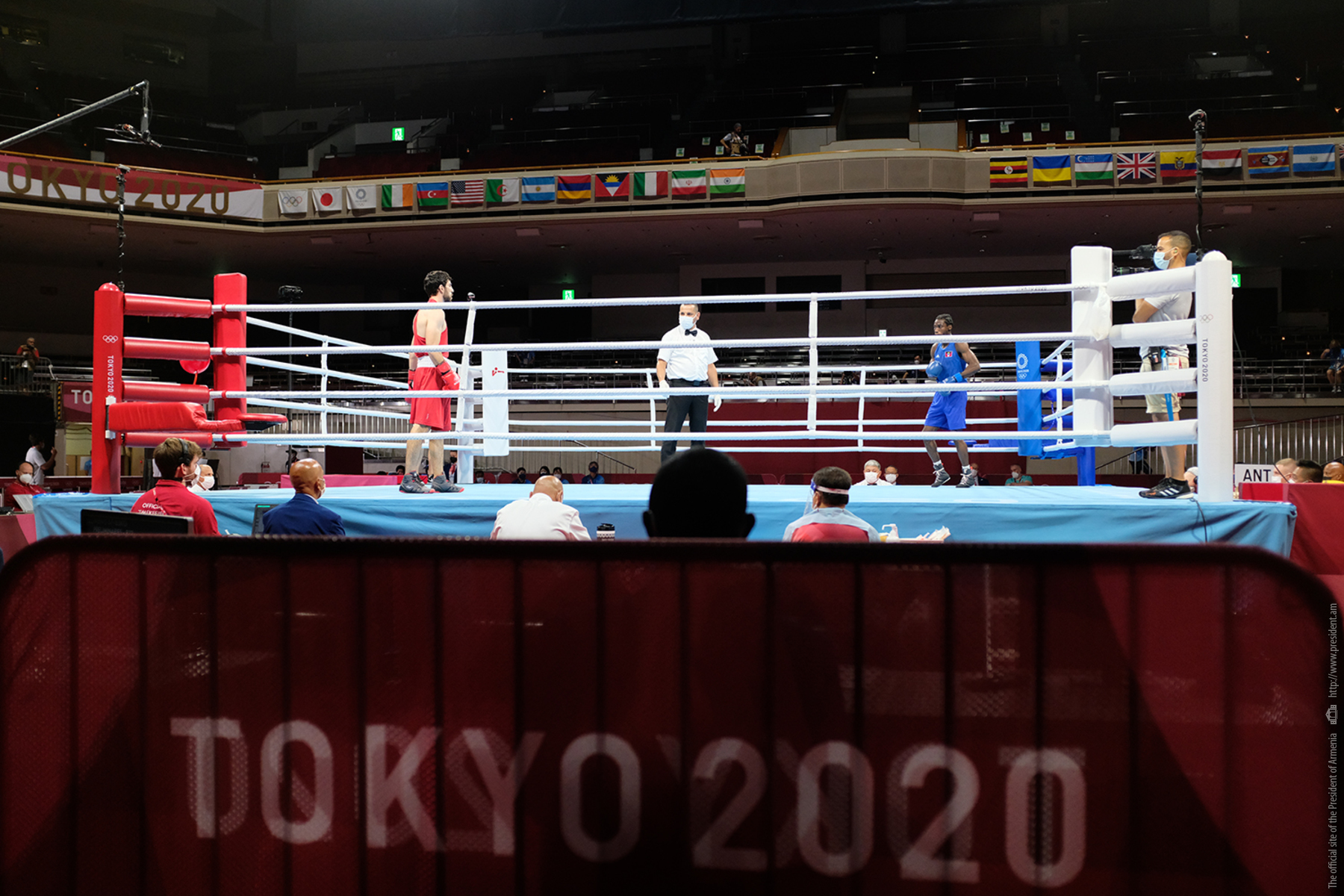
Ryōgoku Kokugikan

Boks na Letnich Igrzyskach Olimpijskich 2020 zostanie rozegrany w 2021 roku w hali Ryōgoku Kokugikan w Sumidzie (Tokio).

## Kategorie wagowe

### Mężczyźni
- Musza – do 52 kg
- Piórkowa – do 57 kg
- Lekka – do 63 kg
- Półśrednia – do 69 kg
- Średnia – do 75 kg
- Półciężka – do 81 kg
- Ciężka – do 91 kg
- Superciężka – ponad 91 kg

### Kobiety
- Musza – do 51 kg
- Piórkowa – do 57 kg
- Lekka – do 60 kg
- Półśrednia – do 69 kg
- Średnia – do 75 kg

## Kwalifikacje[1]
- Każdy Narodowy komitet olimpijski mógł mieć co najwyżej jednego przedstawiciela w każdej z konkurencji.
- Sześć miejsc (4 w konkurencjach męskich i 2 w kobiecych) zarezerwowanych było dla Japonii. Japoński komitet olimpijski musi wybrać w których konkurencjach wystartuje.
- Osiem miejsc (5 w konkurencjach męskich i 3 w kobiecych), przyzna Komisja Trójstronna.
- Mężczyźni kwalifikację mogli uzyskać poprzez:
  - Kontynentalne turnieje kwalifikacyjne (Afryka, Ameryki, Azja/Oceania, Europa)
  - Światowy turniej kwalifikacyjny
- Kobiety mogły zakwalifikować się poprzez:
  - Kontynentalne turnieje kwalifikacyjne (Afryka, Ameryki, Azja/Oceania, Europa)
  - Światowy turniej kwalifikacyjny

## Medaliści

### Mężczyźni
| Konkurencja      | Złoto               | Srebro                | Brąz                               |
| waga musza       | Galal Yafai         | Carlo Paalam          | Säken Bibosynow Ryomei Tanaka      |
| waga piórkowa    | Albert Batyrgazijew | Duke Ragan            | Lázaro Álvarez Samuel Takyi        |
| waga lekka       | Andy Cruz           | Keyshawn Davis        | Harry Garside Howhannes Baczkow    |
| waga półśrednia  | Roniel Iglesias     | Pat McCormack         | Andriej Zamkowoj Aidan Walsh       |
| waga średnia     | Hebert Conceição    | Oleksandr Chyżniak    | Gleb Bakszi Eumir Marcial          |
| waga półciężka   | Arlen López         | Benjamin Whittaker    | Loren Alfonso Imam Chatajew        |
| waga ciężka      | Julio César La Cruz | Muslim Gadżimagomedow | Abner Teixeira David Nyika         |
| waga superciężka | Bahodir Jalolov     | Richard Torrez        | Fraser Clark Kamszybek Kongkabajew |

### Kobiety
| Konkurencja     | Złoto             | Srebro             | Brąz                                     |
| waga musza      | Stojka Petrowa    | Buse Naz Çakıroğlu | Tsukimi Namiki Huang Hsiao-wen           |
| waga piórkowa   | Sena Irie         | Nesthy Petecio     | Karriss Artingstall Irma Testa           |
| waga lekka      | Kellie Harrington | Beatriz Ferreira   | Sudaporn Seesondee Mira Potkonen         |
| waga półśrednia | Busenaz Sürmeneli | Gu Hong            | Lovlina Borgohain Oshae Jones            |
| waga średnia    | Lauren Price      | Li Qian            | Nouchka Fontijn Ziemfira Magomiedalijewa |

## Tabela medalowa
| Miejsce | Państwo                     | Złoto | Srebro | Brąz | Razem |
| ------- | --------------------------- | ----- | ------ | ---- | ----- |
| 1       | Kuba                        | 4     | 0      | 1    | 5     |
| 2       | Wielka Brytania             | 2     | 2      | 2    | 6     |
| 3       | Rosyjski Komitet Olimpijski | 1     | 1      | 4    | 6     |
| 4       | Brazylia                    | 1     | 1      | 1    | 3     |
| 5       | Turcja                      | 1     | 1      | 0    | 2     |
| 6       | Japonia                     | 1     | 0      | 2    | 3     |
| 7       | Irlandia                    | 1     | 0      | 1    | 2     |
| 8       | Bułgaria                    | 1     | 0      | 0    | 1     |
| 8       | Uzbekistan                  | 1     | 0      | 0    | 1     |
| 10      | Stany Zjednoczone           | 0     | 3      | 1    | 4     |
| 11      | Filipiny                    | 0     | 2      | 1    | 3     |
| 12      | Chiny                       | 0     | 2      | 0    | 2     |
| 13      | Ukraina                     | 0     | 1      | 0    | 1     |
| 14      | Kazachstan                  | 0     | 0      | 2    | 2     |
| 15      | Armenia                     | 0     | 0      | 1    | 1     |
| 15      | Australia                   | 0     | 0      | 1    | 1     |
| 15      | Azerbejdżan                 | 0     | 0      | 1    | 1     |
| 15      | Chińskie Tajpej             | 0     | 0      | 1    | 1     |
| 15      | Finlandia                   | 0     | 0      | 1    | 1     |
| 15      | Ghana                       | 0     | 0      | 1    | 1     |
| 15      | Holandia                    | 0     | 0      | 1    | 1     |
| 15      | Indie                       | 0     | 0      | 1    | 1     |
| 15      | Nowa Zelandia               | 0     | 0      | 1    | 1     |
| 15      | Tajlandia                   | 0     | 0      | 1    | 1     |
| 15      | Włochy                      | 0     | 0      | 1    | 1     |
| Ogółem  | Ogółem                      | 13    | 13     | 26   | 52    |